# Charles Martel (1893)
Charles Martel – francuski pancernik (przeddrednot) z końca XIX wieku. Był jedną z pięciu podobnych do siebie jednostek zamówionych w ramach programu rozbudowy floty francuskiej z 1890 roku (prócz niego były to: „Carnot”, „Jauréguiberry”, „Masséna” i „Bouvet”). Okręt wypierał 11 693 tony, a jego główne uzbrojenie stanowiły dwa działa kalibru 305 mm i dwa kalibru 274 mm, uzupełniane przez osiem dział kalibru 138 mm i lżejszą artylerię. Zwodowany 29 sierpnia 1893 roku w stoczni Arsenal de Brest w Breście, został przyjęty do służby w Marine nationale 20 lutego 1897 roku. Nazwę otrzymał na cześć frankijskiego majordomusa, faktycznego władcy państwa Franków z przełomu VII i VIII wieku – Karola Młota. Służył na Morzu Śródziemnym i Oceanie Atlantyckim do kwietnia 1914 roku, kiedy został wycofany z czynnej służby. Z listy floty skreślono go 30 października 1919 roku, po czym został złomowany w 1922 roku.

## Projekt i budowa
Doświadczenia z prób i początków eksploatacji zbudowanych w ramach programu rozbudowy floty francuskiej z 1881 roku pancerników (okrętów pancernych) „Hoche”, „Marceau” i „Neptune” skłoniły admiralicję do rozpoczęcia prac projektowych nad ich następcami. W przyjętym nowym programie rozbudowy floty z 1890 roku (z planową realizacją w latach 1892–1901), którego twórcą był ówczesny minister marynarki Édouard Barbey, znalazło się m.in. zbudowanie pięciu nowych pancerników, przez co Marine nationale miała mieć w służbie 24 jednostki tej klasy (prócz „Charles’a Martela” powstały „Carnot”, „Jauréguiberry”, „Masséna” i „Bouvet”). Okręty powstały według jednolitych założeń projektowych, choć różniły się między sobą szczegółami konstrukcji oraz wyglądem zewnętrznym; przenosiły jednak identyczne uzbrojenie, były podobnie opancerzone oraz miały zbliżoną prędkość i manewrowość. W założeniach miały mieć wyporność normalną około 14 000 ton, opancerzenie na całej długości linii wodnej i uzbrojenie składające się z dwóch dział kal. 340 mm, dwóch kal. 274 mm oraz ośmiu kal. 138 mm. Naciski ze strony parlamentu oraz zwolenników Jeune École na obniżenie kosztów budowy spowodowały zmniejszenie kalibru dział artylerii głównej do 305 mm i umieszczenie dział artylerii średniej w wieżach zamiast w kazamatach, przez co wyporność normalna miała nie przekroczyć 12 000 ton.
Projektując nowe okręty zaczerpnięto niektóre rozwiązania techniczne z ich poprzedników: z „Hoche” przejęto układ rozmieszczenia najcięższej artylerii w „romb” (dwa pojedyncze działa na dziobie i rufie oraz dwa kolejne w wieżach przyburtowych), z typu Marceau natomiast kształt kadłuba z wysokimi, pochylonymi dośrodkowo burtami zapewniający dobrą dzielność morską (z wyjątkiem obniżonego pokładu rufowego zastosowanego w celu zmniejszenia masy konstrukcji).
Projektantem przyszłego „Charles’a Martela” był inż. Charles Ernest Huin, pracujący w państwowej stoczni Arsenal de Lorient. Okręt miał mieć wiele wspólnych elementów z projektowanym w tym samym czasie pancernikiem „Brennus”. Pierwsze przymiarki projektowe powstały w 1887 roku, a po wielu korektach ostateczną wersję planów zaakceptowano 27 października 1890 roku. Zmiany obejmowały m.in. likwidację części nadbudówek czy przesunięcie w kierunku dziobu pancernego stanowiska dowodzenia wraz z masztem bojowym, przedniej kotłowni oraz wież dział kal. 305 i 138 mm.
„Charles Martel” zamówiony został 10 września 1890 roku w stoczni Arsenal de Brest w Breście. Stępkę okrętu położono 1 sierpnia 1891 roku, a jego kadłub zwodowany został 29 sierpnia 1893 roku. Nazwa jednostki została nadana na cześć frankijskiego majordomusa, faktycznego władcy państwa Franków z przełomu VII i VIII wieku – Karola Młota (fr. Charles Martel). Koszt budowy jednostki wyniósł około 29 000 000 franków (w przeliczeniu 1 092 830 £). Fundusze pochodziły z kredytów przyznanych w 1891 roku.
W lutym 1895 roku na nowo zbudowanym okręcie zaczęła prace komisja odbiorcza. 28 maja rozpoczęły się próby siłowni, a we wrześniu testy na uwięzi. Podczas prób układu napędowego osiągnięto następujące wyniki: w 24-godzinnej próbie prędkości przy mocy nominalnej zanotowano 17 węzłów, przy 12 000 KM 17,8 węzła, a w próbie 4-godzinnej przy przeciążeniu maszyn do 14 996 KM osiągnięto prędkość 18,13 węzła. 10 stycznia 1896 roku rozpoczęły się oficjalne próby pokładowej artylerii, poczynając od małokalibrowej, a kończąc na głównej (nie wypadły korzystnie ze względu na niską szybkostrzelność i problemy z wentylacją wież).

## Dane taktyczno-techniczne

### Charakterystyka ogólna

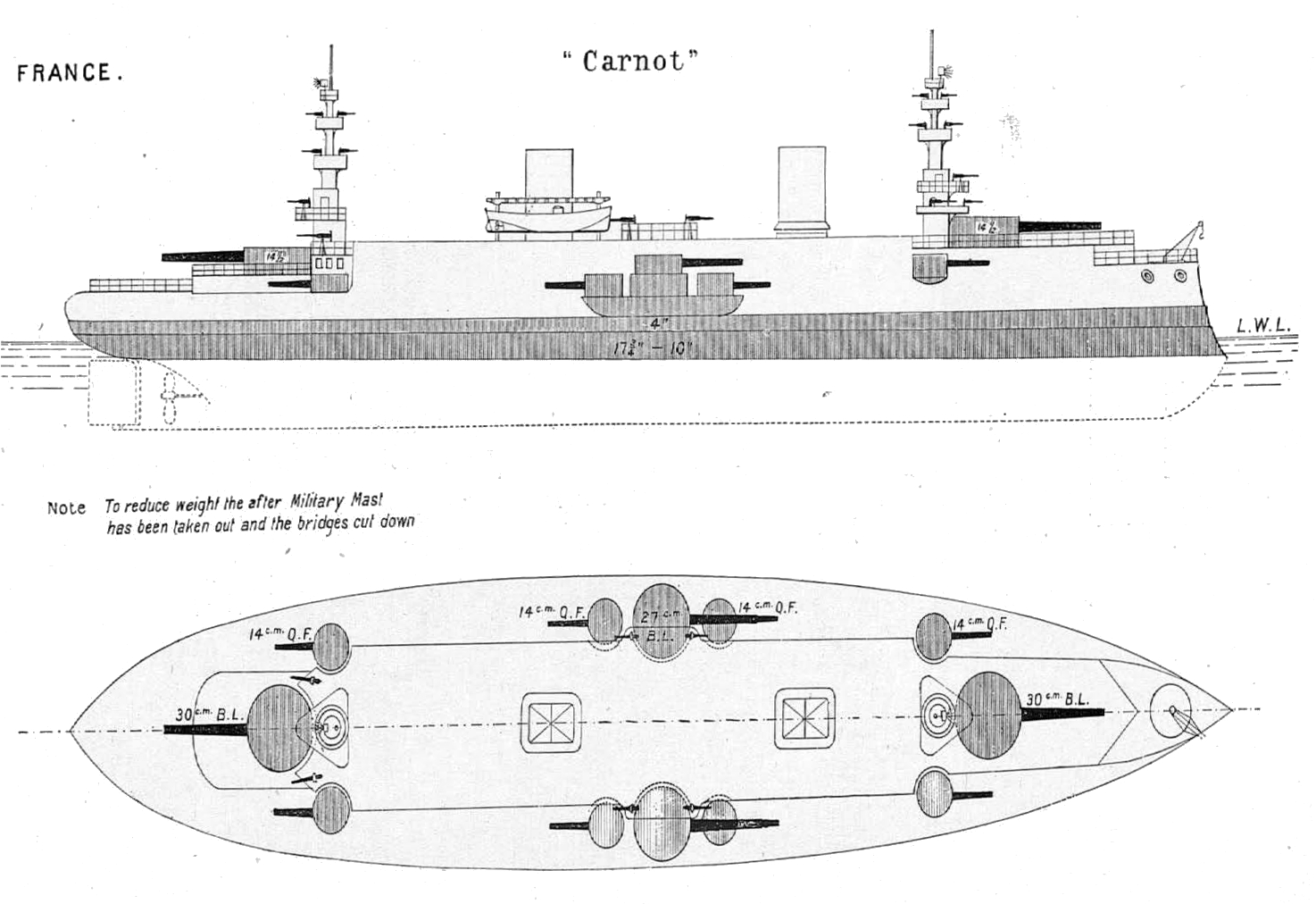
Rozkład opancerzenia i uzbrojenia na podobnym pancerniku „Carnot” tego samego programu

„Charles Martel” był zbudowanym ze stali pancernikiem z wysokimi, silnie dośrodkowo pochylonymi burtami . Na większości długości kadłuba była nadbudowa, na której była posadowiona wieża dziobowa działa; wieża rufowa była niżej na pokładzie górnym, a na samej rufie kadłub obniżał się do pokładu głównego. Kadłub podzielony był za pomocą 14 grodzi na 15 przedziałów wodoszczelnych, oznaczonych od A do O. Maszynownia zajmowała przedział J, a kotłownie i zasobnie węglowe mieściły się w przedziałach G i H. Łącznie w kadłubie było 209 przedziałów, w tym 138 wodoszczelnych. Okręt miał trzy ciągłe pokłady: bateryjny, główny i górny oraz dwa ciężkie maszty bojowe, każdy z trzema pomostami (marsami). Charakterystyczną cechą „Charles’a Martela” był umieszczony na wysokości 11,7 metra nad pokładem górnym ciężki pomost komunikacyjny łączący nadbudówki dziobową i rufową, a na dziobie w miejscu planowanego pierwotnie działa pościgowego zbudowano pomieszczenie z reflektorami Mangina .
Okręt miał długość całkowitą wynoszącą 121,59 m, a na linii wodnej 119,68 m (między pionami 115,51 m), szerokość 21,71 m i maksymalne zanurzenie 8,29 m. Wyporność normalna wynosiła 11 693 tony, a pełna 12 830 ton. Na długości 107 metrów (od 10 do 118 wręgu) rozciągało się dno podwójne, mieszczące m.in. zbiorniki wody słodkiej. Wysokość metacentryczna miała wielkość 1 metra .
Załoga okrętu składała się pierwotnie z 29 oficerów oraz 639 podoficerów i marynarzy, a później liczyła 32 oficerów oraz 616 podoficerów i marynarzy. Jednostka była przystosowana do pełnienia roli okrętu flagowego, wyposażona m.in. w salon admiralski.

### Urządzenia napędowe
Okręt był napędzany dwoma trzycylindrowymi pionowymi maszynami parowymi potrójnego rozprężania produkcji zakładów Schneider, umieszczonymi w oddzielnych przedziałach, z których każda poruszała jedną trójłopatową śrubę napędową o średnicy 5,7 metra i skoku 6,2–6,3 metra. Parę dostarczały 24 opalane węglem kotły wodnorurkowe systemu Lagrafel-d’Allest, o ciśnieniu roboczym 15 kG/cm², rozmieszczone w czterech kotłowniach . Maszyny osiągały łączną maksymalną moc indykowaną 14 900 KM, co pozwalało na osiągnięcie prędkości maksymalnej 18 węzłów (5 maja 1897 roku na próbach przy przeciążeniu maszyn osiągnięto prędkość 18,13 węzła) . Spaliny odprowadzane były do dwóch identycznych kominów. Normalny zapas węgla wynosił 650 ton (maksymalnie 980 ton), co zapewniało zasięg 3520 Mm przy prędkości ekonomicznej 10 węzłów. Zasięg z pełnym zapasem węgla przy prędkości maksymalnej wynosił 1200 Mm, a zużycie paliwa przy pełnej mocy kształtowało się na poziomie 15,17 tony na godzinę.
Prąd generowały trzy zespoły prądnic (prawdopodobnie firmy Sautter-Harlé) napędzanych przez dwucylindrowe maszyny parowe, wytwarzające łącznie 90 kWh energii (czwarty zespół prądnic był zapasowy). Wytwarzały one prąd stały o napięciu 80 V i natężeniu 600 A, używany do zasilania oświetlenia pokładowego, łukowych reflektorów bojowych, napędu wind amunicyjnych czy wentylatorów w kotłowniach (na okręcie używano około 800 żarówek, nie licząc 200 żarówek zainstalowanych w przekaźnikach).

### Uzbrojenie
Główną bronią pancernika były dwa pojedyncze działa kalibru 305 mm M1887 L/45, o masie 44,3 tony, umieszczone w obracanych hydraulicznie wieżach o masie 93,7 tony na pokładzie dziobowym i rufowym na osi symetrii okrętu . Działa strzelały pociskami burzącymi o masie 292 kg lub przeciwpancernymi o masie 340 kg na odległość 11,6–13,6 km z prędkością początkową 780–823 m/s. Artylerię główną drugiego kalibru stanowiły dwa pojedyncze działa kal. 274 mm M1887 L/45, o masie 35 ton, także umieszczone w hydraulicznie obracanych wieżach o masie 79,1 tony na obu burtach na śródokręciu . Na skutek silnego pochylenia dośrodkowego burt, wieże umieszczone były na wysokości pokładu górnego, na zewnątrz od prawej i lewej burty. Armaty strzelały pociskami o masie 216–255 kg na odległość 12,8 km z prędkością początkową 780–800 m/s (początkowo z szybkostrzelnością 1 strzału na 4 minuty, zwiększoną później do 3 strzałów na 2 minuty). Zapas amunicji najcięższej artylerii wynosił od 50 (305 mm) do 80 (274 mm) pocisków na lufę.
Artylerię średnią stanowiło osiem pojedynczych, również umieszczonych w obracanych hydraulicznie cylindrycznych wieżach, szybkostrzelnych dział kal. 138 mm M1891 L/45 (faktyczny kaliber działa wynosił 138,6 mm). Armaty ważyły 4,58 tony każda, a wieże wraz z działami miały masę 11,2 tony. Strzelały pociskami o masie 30 kg (masa naboju 48,6 kg) na odległość 8 km z prędkością początkową 770 m/s, a zapas amunicji wynosił 250 sztuk na lufę. Na każdą z burt strzelały po cztery działa. Dwie wieże umieszczono na wysokości przedniego masztu na poziomie górnego pokładu, a reszta znajdowała się na poziomie głównego pokładu – cztery po obu stronach wież dział kal. 274 mm i dwie przy rufowej wieży działa kal. 305 mm .
Okręt uzbrojony był też w liczną artylerię małokalibrową, na którą składały się cztery pojedyncze działa kal. 65 mm M1891 L/50 (umieszczone na nadbudówkach dziobowej i rufowej), 12 pojedynczych dział kal. 47 mm Hotchkiss M1885 L/40 (zamontowanych na nadbudówkach i marsach masztów bojowych) oraz 8 rewolwerowych pięciolufowych działek kal. 37 mm M1885 L/20 . Działa kal. 65 mm miały masę 498 kg (540 kg z zamkiem) i strzelały pociskami o masie 4 kg z prędkością wylotową 715 m/s, z szybkostrzelnością do 15 strz./min. Działa kal. 47 mm strzelały pociskami o masie 1,5 kg z szybkostrzelnością 20–25 strz./min, a w działkach kal. 37 mm używano pocisków o masie 0,5 kg, wystrzeliwanych z szybkością 25 strz./min. Prócz tego na pancerniku zamontowano cztery pojedyncze wyrzutnie torped (dwie burtowe podwodne i dwie ruchome nawodne) kal. 450 mm .

### Opancerzenie
Pancerz okrętu miał łączną masę 3970 ton. Jego podstawowym elementem był wykonany ze stali niklowej pas burtowy o grubości maksymalnej 450 mm na śródokręciu, zmniejszającej się w stronę dziobu i rufy do 305 mm (część górna; dolna miała grubość 250 mm na śródokręciu). Wysokość rozciągającego się na całej długości kadłuba pancerza burtowego wynosiła 2 metry, z czego 1,5 metra znajdowało się poniżej konstrukcyjnej linii wodnej. Ponad nim rozciągał się pas pancerny o grubości 100 mm, chroniący podajniki amunicyjne dział kal. 305 i 274 mm, o wysokości od 2,51 metra na dziobie, poprzez 1,9 metra na śródokręciu i 1,12 metra na rufie.
Wypukły pokład pancerny wykonany ze stali miękkiej umieszczony został na górnej części głównego pasa burtowego i miał grubość od 70 mm na środku do 100 mm przy burtach; 0,9 metra poniżej znajdował się przeciwodłamkowy pancerz pokładowy o grubości 25 mm (przestrzeń między tymi pokładami pancernymi została podzielona na wiele małych przedziałów, wypełnionych węglem lub innymi zapasami). Wieża dowodzenia o kształcie walca miała ściany grubości 230 mm.
Wieże artylerii głównej kal. 305 i 274 mm były chronione pancerzem ze stali kowalnej o grubości 370 mm (dach 70 mm). Posadowione były na barbetach o grubości 150 mm . Wieże artylerii średniej kal. 138 mm miały pancerz o grubości 102 mm (góra 20 mm).

## Służba

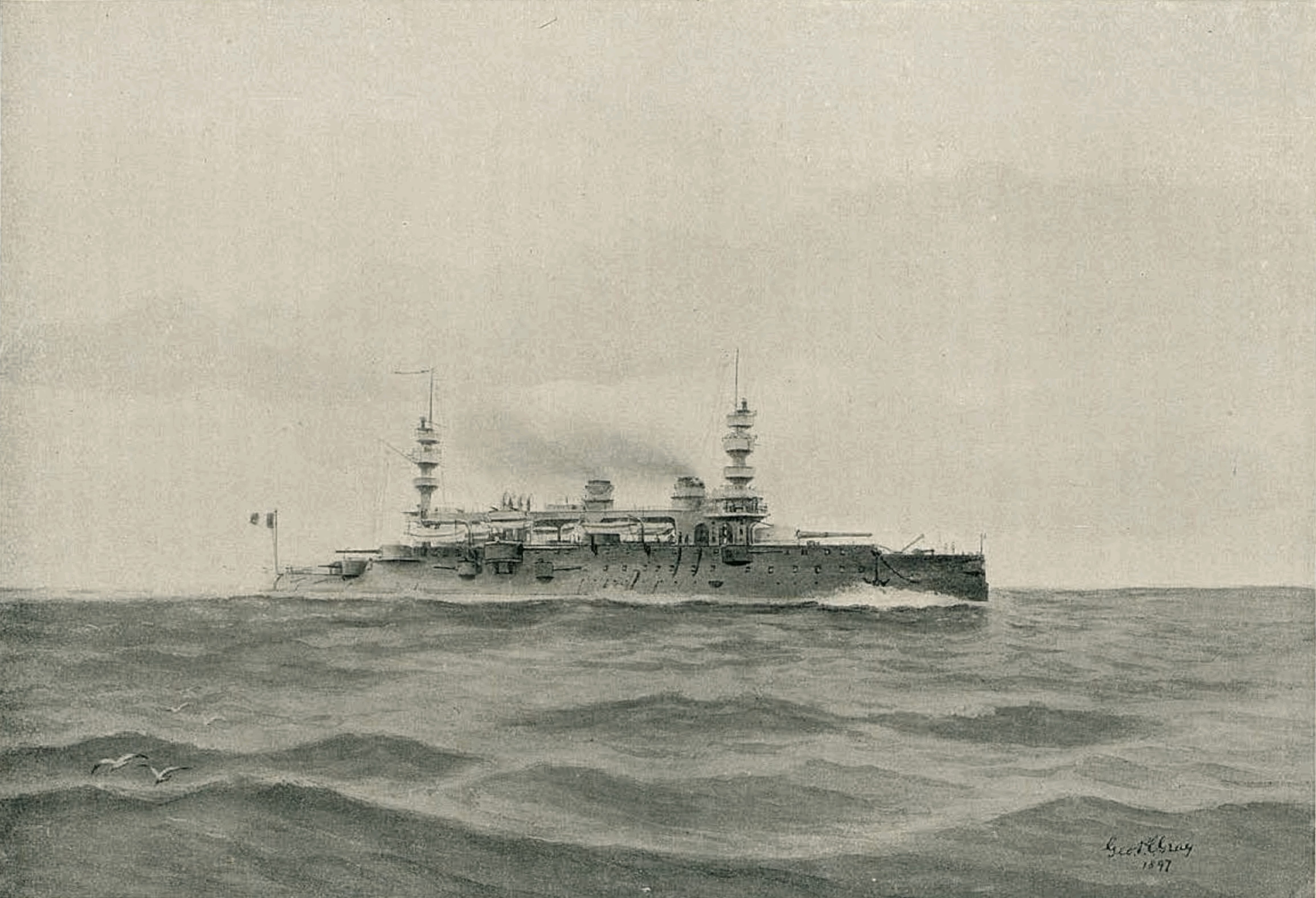
Ilustracja przedstawiająca pancernik w morzu

Okręt został po raz pierwszy przyjęty do służby w celu przeprowadzenia prób 10 stycznia 1896 roku. 14 września został wcielony czasowo do Eskadry Północnej w związku z wizytą cara. Od 5 do 16 października 1896 roku „Charles Martel” wziął udział w zorganizowanej w Cherbourgu rewii morskiej na cześć cara Mikołaja II. 21 grudnia nieopodal Brestu pancernik wszedł na mieliznę, w wyniku czego musiał być dokowany. Okręt został oficjalnie przyjęty do służby w Marine nationale 20 lutego 1897 roku, jako pancernik eskadrowy (cuirassé d′escadre). 5 marca 1897 roku z powodu awarii maszynki sterowej okręt wszedł na skały i uszkodził dziób, naprawiony w maju w stoczni w Tulonie. W 1897 roku liczbę dział kal. 47 mm powiększono do 18.
20 lipca 1897 roku pancernik uzyskał gotowość bojową, a 2 sierpnia został przydzielony do Eskadry Śródziemnomorskiej w Tulonie.
Stało się to mimo zastrzeżeń dotyczących funkcjonowania okrętowej artylerii. „Charles Martel” został jednostką flagową 3. Dywizjonu Pancerników Eskadry Śródziemnomorskiej (w skład którego wchodziły ponadto „Marceau”, „Neptune” i „Magenta”). W 1897 roku „Charles Martel”, „Bouvet” i „Carnot” przepłynęły z Algieru do Tulonu utrzymując prędkość 17 węzłów. Od 14 do 16 kwietnia 1898 roku rejs na pokładzie okrętu odbył prezydent Francji Félix Faure. W dniach 11 października – 21 grudnia 1899 roku „Charles Martel” wraz z innymi okrętami Eskadry Śródziemnomorskiej odbył rejs do krajów Lewantu, zawijając do portów greckich, tureckich i egipskich. W 1900 roku rewolwerowe działka kal. 37 mm zostały wymienione na półautomatyczne działka tego samego kalibru systemu Maxima. Na początku XX wieku z okrętu zdemontowano nadwodne wyrzutnie torped . Pancernik uczestniczył w licznych ćwiczeniach i manewrach, m.in. 3 lipca 1901 roku nieopodal Ajaccio został jako pierwszy w historii pancernik trafiony torpedą ćwiczebną wystrzeloną z zanurzonego okrętu podwodnego „Gustave Zédé” (po przeprowadzeniu ataku jednostka ledwo uniknęła staranowania przez pancernik „Jauréguiberry”).
W 1902 roku „Charles Martel” został włączony w skład Dywizjonu Rezerwowego, grupującego najstarsze pancerniki. Okręt nadal uczestniczył w corocznych manewrach floty francuskiej, m.in. w 1905 roku osiągając fatalne wyniki strzelań artyleryjskich (działa kal. 305 mm strzelały w odstępie 9 minut, a działa kal. 274 mm co 4 minuty). Podczas ćwiczeń przeprowadzonych w roku następnym na jaw wyszły problemy z ładunkami miotającymi do dział kal. 138 mm typu 7.2.96 SM (niestabilne spalanie prochu powodowało wypaczenie łusek i ich blokowanie w lufach).
Ciągłe problemy z artylerią spowodowały przeniesienie okrętu w 1907 roku do Dywizjonu Szkolnego (wraz z pancernikami „Brennus” i „Hoche”). W 1909 roku „Charles Martel” został przeniesiony do stacjonującej nad Atlantykiem Eskadry Północnej, stając się jednostką flagową 2. Dywizjonu Pancerników (w skład którego wchodziły także „Jauréguiberry” i „Carnot”). W 1911 roku okręt uczestniczył na Morzu Śródziemnym w wielkich manewrach floty, wchodząc wraz z „Brennusem” w skład 2. Dywizjonu 3. Eskadry Liniowej, a na początku 1912 roku powrócił do Cherbourga. W kwietniu 1913 roku jednostka przeszła do Brestu, gdzie skończyła aktywną służbę.
18 marca 1914 roku dowództwo floty podjęło decyzję o wycofaniu z dniem 1 kwietnia ze służby pancerników „Charles Martel”, „Brennus”, „Masséna” i „Carnot”. Okręt został rozbrojony, ogołocony z wyposażenia i pozbawiony metali kolorowych. Działa kal. 305 mm zostały w 1914 roku przerobione na haubice kolejowe kal. 370 mm M1915 i były wykorzystywane na froncie od 1916 roku. Jako działa kolejowe od 1917 roku używano również zdjęte z okrętu armaty kal. 274 mm.
Stojąca w Breście jednostka została skreślona z listy floty 30 października 1919 roku, po czym została sprzedana na złom do Holandii 20 grudnia 1920 roku. Cena sprzedaży wynosiła 675 000 franków. Okręt został złomowany w Hendrik-Ido-Ambacht w 1922 roku.